# Полянув (гмина)
Полянув (пол. Polanów) — гмина (уезд) в Польше, входит как административная единица в Кошалинский повет, Западно-Поморское воеводство. Население — 9230 человек (на 2005 год).